# Campeonato Ucraniano de Futebol - Terceira Divisão
O Campeonato Ucraniano de Futebol - Terceira Divisão (em ucraniano, "Друга ліга", Ukrayinska Druha Liha; em português:  Primeira Liga Ucraniana ) é uma liga profissional de futebol da Ucrânia e o terceiro nível da pirâmide das competições nacionais de futebol ucraniano.
A liga é inferior à segunda divisão ucraniana ( Persha Liha ) e tem o nível mais baixo de competições de futebol profissional do país, já que que está acima apenas do campeonato nacional de futebol amador. Desde 1996, a liga, depois de ser fundida com sua camada inferior (em 1992-1995, houve a Terceira Liga), consiste em duas regiões principais aproximadamente a noroeste e sudeste. Os times rebaixados da liga perdem seu status profissional e retornam às suas associações regionais. Ou seja, a competição é dividida em dois grupos.

## Criação de PFL
Em 1996, o futebol ucraniano testemunhou grandes mudanças em sua organização com a criação da Liga de Futebol Profissional da Ucrânia. A nova organização assumiu o controle da competição de antigos clubes não amadores que receberam atestado de clubes profissionais e incluíram todas as ligas do campeonato ucraniano. Paralelamente a isso, a Terceira Liga foi dissolvida e todos os clubes que não estavam na "zona de rebaixamento" foram convidados a ingressar na Segunda Liga. A Segunda Liga, por sua vez, foi dividida em dois grupos. Apenas na primeira temporada os times desta liga foram divididos de forma um tanto aleatória, embora mais tarde se tornassem mais sub-ligas regionais. A partir de 1997, a liga foi dividida em três grupos (Druha Liha A (oeste), B (sul) e C (leste)).

## Top 10 Campeões
| Clube                 | Campeão | Vice | Terceiro Lugar | Edição                    |
| --------------------- | ------- | ---- | -------------- | ------------------------- |
| Desna Chernihiv       | 3       | 4    | 1              | 1996–97, 2005–06, 2012–13 |
| Podillia Khmelnytskyi | 2       | 2    | 2              | 1997–98, 2020–21          |
| Obolon Kyiv           | 2       | 2    | 0              | 1998–99, 2000–01          |
| Nyva Ternopil         | 2       | 2    | 0              | 2008–09, 2019–20          |
| Sumy (1982—2006)      | 2       | 0    | 2              | 1994–95, 2001–02          |
| Dnipro Cherkasy       | 2       | 0    | 0              | 1992–93, 2005–06          |
| Bukovyna Chernivtsi   | 2       | 0    | 0              | 1999–00, 2009–10          |
| Mykolaiv              | 2       | 0    | 0              | 2005–06, 2010–11          |
| Krystal Kherson       | 1       | 4    | 0              | 1997–98                   |
| Tytan Armyansk        | 1       | 3    | 1              | 2009–10                   |
| Kremin Kremenchuk     | 1       | 2    | 3              | 2018–19                   |